# Carmiano
Carmiano är en ort och kommun i provinsen Lecce i regionen Apulien i Italien. Kommunen hade 12 068 invånare (2017).